# Sierpiński-számok
Sierpiński-számnak a matematikában olyan k páratlan természetes számot nevezünk, amelyre igaz, hogy a
{\displaystyle \left\{\,k2^{n}+1:n\in \mathbb {N} \,\right\}}
halmaz minden eleme összetett szám.
1960-ban Wacław Sierpiński bebizonyította, hogy végtelen sok ilyen tulajdonságú páratlan szám létezik.
Ehhez kapcsolódik a Sierpiński-probléma, ami így szól: „Melyik a legkisebb Sierpiński-szám?”

## Külső hivatkozások
- A Sierpiński-számokról